# Dicranomyia (Nealexandriaria) fulvicolor
Dicranomyia (Nealexandriaria) fulvicolor is een tweevleugelige uit de familie steltmuggen (Limoniidae). De soort komt voor in het Australaziatisch gebied.